# Pedro Pireza
Pedro Pireza est un footballeur portugais né le 30 septembre 1911 à Barreiro et mort le 24 décembre 1989. Il évoluait au poste d'attaquant.

## Biographie

### En club
Formé au FC Barreirense, il commence à jouer d'abord sous les couleurs du club de Barreiro avant de signer au Sporting Portugal en 1935,.
A cette époque, les clubs portugais disputent un Championnat régional ainsi qu'un Championnat national sous un format proche de la Coupe du Portugal. Le Sporting remporte le Campeonato de Portugal en 1936 et en 1938,.
Avec le Sporting, il réalise le doublé Coupe du Portugal/Champion du Portugal en 1941,.
Pedro Pireza retrouve le FC Barreirense en 1944, club qu'il représente pendant deux saisons,.
Lors de la saison 1946-1947, il est joueur du Luso Beja,.
Après une dernière saison 1947-1948 avec le FC Barreirense, il raccroche les crampons,.
Il dispute un total de 86 matchs pour 50 buts marqués en première division portugaise,. 

### En équipe nationale
International portugais, il reçoit deux sélections en équipe du Portugal en 1936 et 1941, toutes les deux en amical. Le 26 janvier 1936, il dispute un match contre l'Autriche (défaite 2-3 à Porto). Le 12 janvier 1941, il joue une rencontre contre l'Espagne (match nul 2-2 Lisbonne).

## Palmarès
Sporting
| - Championnat du Portugal (1) : - Champion : 1940-41. - Coupe du Portugal (1) : - Vainqueur : 1940-41. |  | - Campeonato de Portugal (2) : - Vainqueur : 1935-36 et 1937-38. - Championnat de Lisbonne (7) : - Champion : 1935-36, 1936-37, 1937-38, 1938-39, 1940-41, 1941-42 et 1942-43. |